# Aire d'attraction de Bordeaux
L'aire d'attraction de Bordeaux est un zonage d'étude défini par l'Insee pour caractériser l’influence de la commune de Bordeaux sur les communes environnantes. Publiée en octobre 2020, elle se substitue à l'aire urbaine de Bordeaux, qui comportait 251 communes dans le dernier zonage qui remontait à 2010.

## Définition
L'aire d'attraction d'une ville est composée d’un pôle, défini à partir de critères de population et d’emploi ainsi que d’une couronne constituée des communes dont au moins 15 % des actifs travaillent dans le pôle. Le pôle d’attraction constitue ainsi un point de convergence des déplacements domicile-travail,.

## Type et composition
L’aire d'attraction de Bordeaux est une aire inter-départementale qui comporte 275 communes : 270 situées dans la Gironde, 3 dans les Landes et 2 en Charente-Maritime.
Elle est catégorisée dans les aires de 700 000 habitants ou plus (hors Paris), une catégorie qui regroupe 22,2 % de la population de Nouvelle-Aquitaine et 1,7 % au niveau national.

### Carte

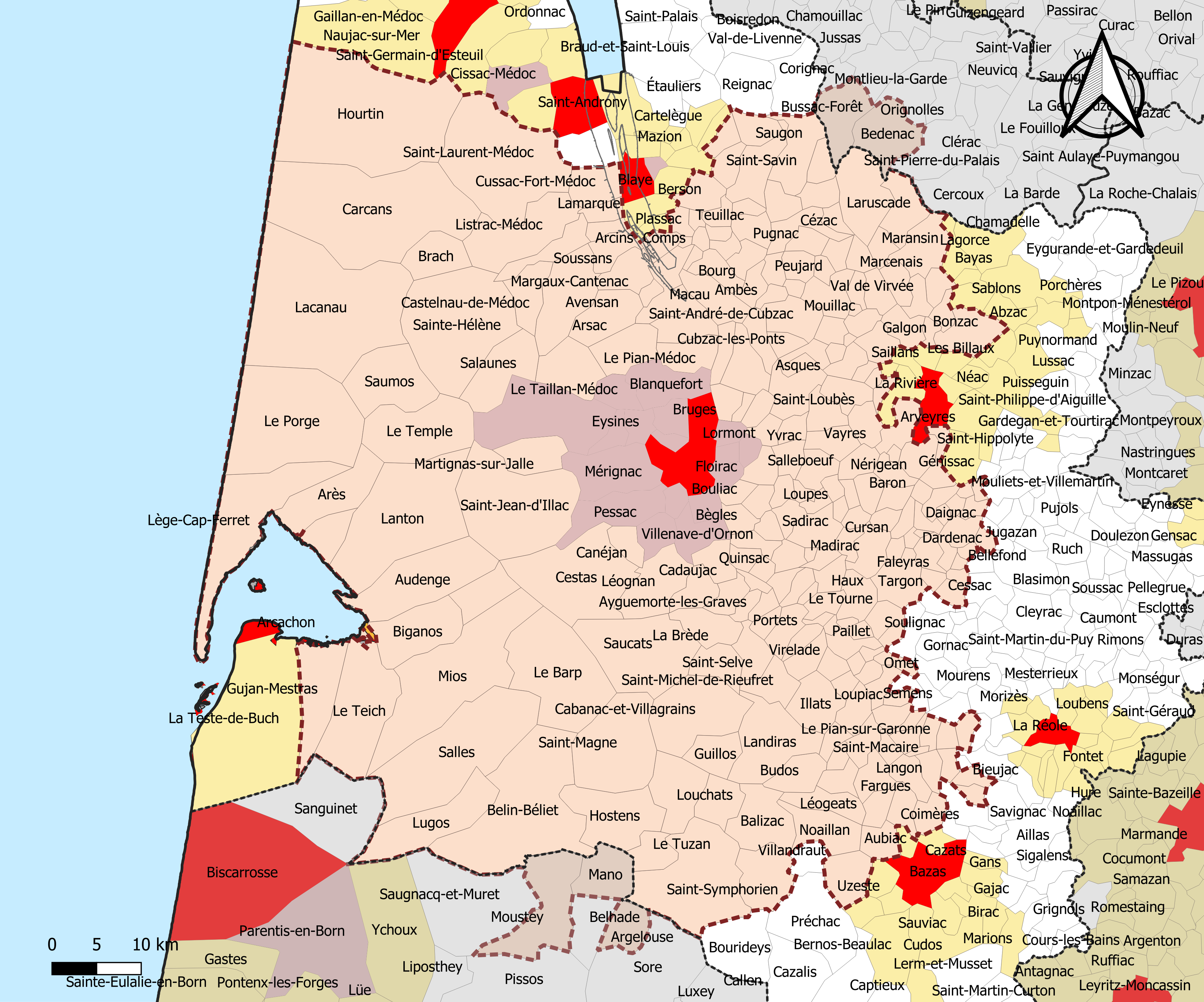
Carte de l'aire d'attraction de Bordeaux.
Commune-centre
Commune du pôle principal
Commune de la couronne

### Composition communale
| Catégorie                  | Département       | Communes | Communes |
| Catégorie                  | Département       | Nombre   | Libellé |
| -------------------------- | ----------------- | -------- | --- |
| Commune-centre             | Gironde           | 1        | Bordeaux. |
| Communes du pôle principal | Gironde           | 17       | Artigues-près-Bordeaux, Bègles, Blanquefort, Le Bouscat, Bruges, Cenon, Eysines, Floirac, Gradignan, Le Haillan, Lormont, Mérignac, Pessac, Saint-Médard-en-Jalles, Le Taillan-Médoc, Talence, Villenave-d'Ornon. |
| Communes de la couronne    | Gironde           | 252      | Ambarès-et-Lagrave, Ambès, Andernos-les-Bains, Arbanats, Arcins, Arès, Arsac, Arveyres, Asques, Audenge, Avensan, Ayguemorte-les-Graves, Baigneaux, Balizac, Baron, Le Barp, Barsac, Bassens, Baurech, Bayon-sur-Gironde, Beautiran, Béguey, Belin-Béliet, Bellebat, Bellefond, Berson, Beychac-et-Caillau, Bieujac, Biganos, Blésignac, Bommes, Bonnetan, Bonzac, Bouliac, Bourg, Brach, Branne, Brannens, La Brède, Budos, Cabanac-et-Villagrains, Cabara, Cadarsac, Cadaujac, Cadillac-sur-Garonne, Cadillac-en-Fronsadais, Camarsac, Cambes, Camblanes-et-Meynac, Camiac-et-Saint-Denis, Canéjan, Capian, Carbon-Blanc, Carcans, Cardan, Carignan-de-Bordeaux, Castelnau-de-Médoc, Castres-Gironde, Cavignac, Cénac, Cérons, Cessac, Cestas, Cézac, Civrac-de-Blaye, Coimères, Comps, Courpiac, Créon, Croignon, Cubnezais, Cubzac-les-Ponts, Cursan, Cussac-Fort-Médoc, Daignac, Dardenac, Donzac, Escoussans, Espiet, Faleyras, Fargues, Fargues-Saint-Hilaire, Gabarnac, Galgon, Gauriac, Gauriaguet, Générac, Génissac, Grézillac, Guillac, Guillos, Gujan-Mestras, Haux, Hostens, Hourtin, Illats, Isle-Saint-Georges, Izon, Jugazan, Labarde, Lacanau, Lamarque, La Lande-de-Fronsac, Landiras, Langoiran, Langon, Lansac, Lanton, Lapouyade, Laroque, Laruscade, Latresne, Lège-Cap-Ferret, Léogeats, Léognan, Lestiac-sur-Garonne, Lignan-de-Bordeaux, Listrac-Médoc, Louchats, Loupes, Loupiac, Ludon-Médoc, Lugaignac, Lugon-et-l'Île-du-Carnay, Lugos, Macau, Madirac, Maransin, Marcenais, Marcheprime, Margaux-Cantenac, Marsas, Martignas-sur-Jalle, Martillac, Mazères, Mios, Mombrier, Montussan, Mouillac, Moulis-en-Médoc, Moulon, Naujan-et-Postiac, Nérigean, Le Nizan, Noaillan, Omet, Origne, Paillet, Parempuyre, Périssac, Peujard, Le Pian-Médoc, Le Pian-sur-Garonne, Podensac, Pompignac, Le Porge, Portets, Le Pout, Preignac, Prignac-et-Marcamps, Pugnac, Pujols-sur-Ciron, Quinsac, Rions, La Rivière, Roaillan, Romagne, Sadirac, Saint-André-de-Cubzac, Saint-Aubin-de-Branne, Saint-Aubin-de-Médoc, Saint-Caprais-de-Bordeaux, Saint-Christoly-de-Blaye, Saint-Ciers-d'Abzac, Saint-Ciers-de-Canesse, Sainte-Croix-du-Mont, Saint-Denis-de-Pile, Sainte-Eulalie, Saint-Genès-de-Fronsac, Saint-Genès-de-Lombaud, Saint-Germain-du-Puch, Saint-Germain-de-la-Rivière, Saint-Gervais, Saint-Girons-d'Aiguevives, Sainte-Hélène, Saint-Jean-d'Illac, Saint-Laurent-Médoc, Saint-Laurent-d'Arce, Saint-Léger-de-Balson, Saint-Léon, Saint-Loubès, Saint-Louis-de-Montferrand, Saint-Macaire, Saint-Magne, Saint-Maixant, Saint-Mariens, Saint-Martin-de-Laye, Saint-Martin-de-Sescas, Saint-Martin-du-Bois, Saint-Médard-d'Eyrans, Saint-Michel-de-Fronsac, Saint-Michel-de-Rieufret, Saint-Morillon, Saint-Pardon-de-Conques, Saint-Pierre-d'Aurillac, Saint-Pierre-de-Mons, Saint-Quentin-de-Baron, Saint-Romain-la-Virvée, Saint-Savin, Saint-Selve, Saint-Seurin-de-Bourg, Saint-Sulpice-et-Cameyrac, Saint-Symphorien, Saint-Trojan, Saint-Vincent-de-Paul, Saint-Vivien-de-Blaye, Saint-Yzan-de-Soudiac, Salaunes, Sallebœuf, Salles, Samonac, Saucats, Saugon, Saumos, Sauternes, La Sauve, Savignac-de-l'Isle, Soulignac, Soussans, Tabanac, Targon, Tarnès, Tauriac, Le Teich, Le Temple, Teuillac, Tizac-de-Curton, Tizac-de-Lapouyade, Toulenne, Le Tourne, Tresses, Le Tuzan, Uzeste, Val de Virvée, Vayres, Vérac, Verdelais, Villegouge, Villenave-de-Rions, Virelade, Virsac, Yvrac. |
| Communes de la couronne    | Landes            | 3        | Argelouse, Mano, Moustey. |
| Communes de la couronne    | Charente-Maritime | 2        | Bedenac, Bussac-Forêt. |